# Trybliographa enneatoma
Trybliographa enneatoma är en stekelart som först beskrevs av Thomson 1862.  Trybliographa enneatoma ingår i släktet Trybliographa, och familjen glattsteklar. Arten är reproducerande i Sverige.